# Debar
Debar (în macedoneană Дебaр) este un oraș din Republica Macedonia. În greaca veche e Dèvoros (Δήβορος) și latinește, Deborus. 

## Monumente
- Biserica Sfânta Barbara din Raicița⁠(fr)[traduceți], monument din anul 1597. Lăcașul a fost inițial metoc al mănăstirii Sf. Ioan din Mavrovo i Rostuša.

## Personalități
- Milan Pančevski (1935-2019), politician